# يوسوك شيميزو
يوسوك شيميزو (باليابانية: 志水祐介؛ بالكانا: しみず ゆうすけ) هو لاعب كرة الماء ياباني، ولد في 7 سبتمبر 1988 في كوماموتو في اليابان.

## وصلات خارجية
- يوسوك شيميزو على موقع الاتحاد المجري لكرة الماء (الهنغارية)
- يوسوك شيميزو على موقع اللجنة الأولمبية الدولية (الإنجليزية)
- يوسوك شيميزو على موقع أوليمبيديا (الإنجليزية)